# إمر هووس
إمر هووس (بالإنجليزية: Emyr Huws) (30 سبتمبر 1993 في المملكة المتحدة - ) هو لاعب كرة قدم بريطاني في مركز الوسط. شارك مع منتخب ويلز تحت 17 سنة لكرة القدم ومنتخب ويلز تحت 19 سنة لكرة القدم ومنتخب ويلز تحت 21 سنة لكرة القدم ومنتخب ويلز لكرة القدم. أما مع النوادي، فقد لعب مع برمنغهام سيتي وسوانزي سيتي ومانشستر سيتي وهدرسفيلد تاون وويغان أتلتيك ونادي نورثامبتون تاون.

## مسيرته الكروية
لعب إمر هووس خلال مسيرته الاحترافية مع 7 أندية في عشرة مواسم وسجل خلالها 10 أهداف ضمن 111 مباراة. ولم يفز بأي موسم بالكأس أو بالدوري.
خاض إمر هووس مسيرته مع نادي نورثامبتون تاون في موسم 2012–13 لمدة موسم واحد، مشاركًا في 10 مباريات ولم يسجل أي هدف. ثم انتقل إلى نادي برمنغهام سيتي في موسم 2013–14 لمدة موسم واحد، حيث شارك في 17 مباراة سجل خلالها هدفين. لينتقل بعدها إلى نادي ويغان أتلتيك في موسم 2014–15 لمدة موسم واحد، مشاركًا في 16 مباراة ولم يسجل أي هدف. ثم انتقل إلى نادي هدرسفيلد تاون في موسم 2015–16 لمدة موسم واحد، مشاركًا في 30 مباراة سجل خلالها 5 أهداف. هذا وانتقل لاحقًا إلى نادي إيبسويتش تاون في موسم 2016–17 ليلعب معه أربعة مواسم، مشاركًا في 35 مباراة سجل خلالها 3 أهداف.

## وصلات خارجية
- إمر هووس على موقع الاتحاد الأوربي (الإنجليزية)
- إمر هووس على موقع قاعدة بيانات كرة القدم.إي يو (الإنجليزية)
- إمر هووس على موقع ناشيونال فوتبول تيمز (الإنجليزية)
- إمر هووس على موقع Soccerbase.com (لاعب) (الإنجليزية)
- إمر هووس على موقع Soccerway.com (الإنجليزية)
- إمر هووس على موقع عالم كرة القدم.نت (الإنجليزية)
- إمر هووس على موقع AS.com (الإسبانية)